# Zotye Z700
Zotye Z700 — полноразмерный седан, выпускаемый китайской компанией Zotye в 2015—2021 годах.

## Описание
Zotye Z700 дебютировал в 2015 году на автосалоне в Шанхае. В иерархии автомобиль расположен выше Zotye Z500. На этапе разработки автомобиль назывался Zotye Z600.
Автомобиль приводился в действие 1,8-литровым турбодвигателем, который сочетался в паре с пятиступенчатой механической или шестиступенчатой трансмиссией с двойным сцеплением. На рынки модель поставлялась с 2015 года по цене от 105800 до 165800 юаней.
При разработке дизайна модели компания ориентировалась на Audi A6 (C7).

## Zotye Z700H
В 2018 году автомобиль Zotye Z700 прошёл рестайлинг и стал называться Zotye Z700H. Несмотря на низкую цену, интерьер оснащён аудиосистемой, которая устанавливается на автомобили люкс-класса.
- Вид спереди
- Вид сзади